# 탈명비주
"탈명비주"는 한국에서 제작된 김진태 감독의 1980년 영화이다. 곽무성 등이 주연으로 출연하였고 강대진 등이 제작에 참여하였다.

## 출연

### 주연
- 곽무성
- 민복희
- 무계화
- 장일식

## 기타
- 조명: 조기남
- 녹음: 김성찬
- 미술: 김성배